# Tripogon filiformis
Tripogon filiformis är en gräsart som beskrevs av Christian Gottfried Daniel Nees von Esenbeck och Ernst Gottlieb von Steudel. Tripogon filiformis ingår i släktet Tripogon och familjen gräs. Inga underarter finns listade i Catalogue of Life.